# Fungia granulosa
Fungia granulosa är en korallart som beskrevs av Carl Benjamin Klunzinger 1879. Fungia granulosa ingår i släktet Fungia och familjen Fungiidae. IUCN kategoriserar arten globalt som livskraftig. Inga underarter finns listade i Catalogue of Life.